# Не спрашивай, не говори

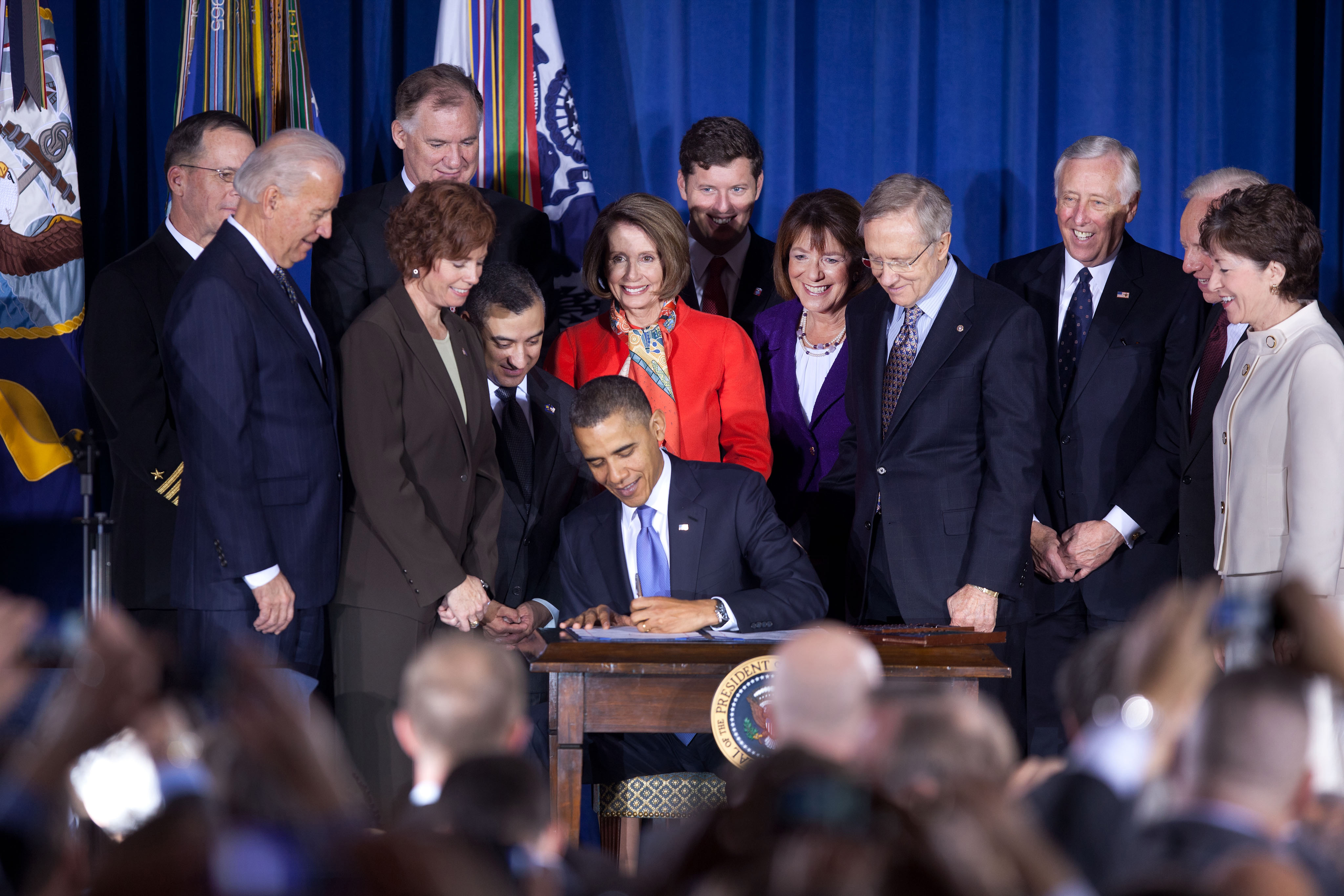
Президент США Барак Обама подписывает указ об отмене закона

«Не спра́шивай, не говори́» (англ. Don't ask, don't tell) — официальная политика Соединенных Штатов в отношении военной службы геев, бисексуалов и лесбиянок, введённая администрацией Клинтона.
Политика осуществлялась в соответствии с Директивой Министерства обороны 1304.26 от 21 декабря 1993 года и действовала с 28 февраля 1994 года по 20 сентября 2011 года — открытым геям, лесбиянкам или бисексуалам запрещалось служить в армии США, но также запрещалось дискриминировать или преследовать гомосексуальных или бисексуальных военнослужащих или кандидатов, которые не заявляли о своей гомосексуальности. Это ослабление юридических ограничений на службу геев и лесбиянок в вооружённых силах санкционировалось федеральным законом Соединённых Штатов Pub.L. 103–160 (10 U.S.C. § 654), который был подписан 30 ноября 1993 года. Политика запрещала людям, которые «демонстрируют склонность или намерение участвовать в гомосексуальных действиях», служить в вооружённых силах Соединённых Штатов, потому что их присутствие «создало бы неприемлемый риск для высоких стандартов морального духа, хорошего порядка и дисциплины, сплочённости подразделений, составляющих основу военного потенциала».
Закон запрещал любому гомосексуалу, бисексуалу или транссексуалу раскрывать свою сексуальную ориентацию или говорить о каких-либо однополых отношениях, включая браки или другие семейные отношения, во время службы в вооружённых силах Соединённых Штатов; уточнялось, что действующие военнослужащие, которые раскрывают, что являются гомосексуалами или замечены в гомосексуальном поведении, должны быть освобождены от службы за исключением случаев, когда подобные действия осуществлялись специально «с целью избежать или прекратить военную службу» или когда это (освобождение) «не отвечало бы наилучшим интересам вооружённых сил». С момента отмены политики в 2011 году лица, открыто декларирующие свою гомосексуальность или бисексуальность, могут беспрепятственно служить в вооружённых силах США.
В части политики «не спрашивай» уточнялось, что начальство не должно начинать расследование ориентации военнослужащего, не видя запрещённого поведения, хотя достоверные доказательства гомосексуального поведения могут быть использованы для начала расследования. Несанкционированные расследования и преследование подозреваемых мужчин и женщин привели к расширению политики к «Не спрашивай, не говори, не преследуй, не тревожь».
Начиная с начала 2000-х годов было подано несколько юридических жалоб на Не спрашивай, не говори, и законодательство об отмене Не спрашивай, не говори было принято в декабре 2010 года, уточняя, что политика будет оставаться в силе до тех пор, пока президент, министр обороны и председатель Объединённого комитета начальников штабов не подтвердят, что отмена не повредит военной готовности, после чего последовал бы 60-дневный период ожидания. 6 июля 2011 года постановление федерального апелляционного суда запретило дальнейшее исполнение запрета вооруженных сил США на службу открытых геев. Президент Барак Обама, министр обороны Леон Панетта и председатель Объединённого комитета начальников штабов адмирал Майк Маллен направили это свидетельство в Конгресс 22 июля 2011 года, в результате чего срок действия Не спрашивай, не говори истёк 20 сентября 2011 года.

## История
Со времён основания Вооружённых сил США гомосексуальность служила основанием для исключения военнослужащего из рядов армии. С 1942 года выявление гомосексуалов в американской армии стало осуществляться с помощью внутренних расследований или на стадии вербовки. После увольнения они лишались пособия и испытывали затруднения при поиске работы, так как работодатели знали причину увольнения. Выявление гомосексуалов и бисексуалов на стадии призыва привело к тому, что в период войны во Вьетнаме некоторые молодые люди, на самом деле не считавшие себя гомосексуалами, заявляли о своей мнимой гомосексуальности, чтобы избежать попадания на фронт.
Положение «Не спрашивай, не говори» было принято в качестве компромисса в декабре 1993 года, когда президент США от демократической партии Билл Клинтон в рамках выполнения предвыборных обещаний дал распоряжение подготовить приказ об отмене запрета на приём гомосексуалов в армию. Против этого выступили республиканцы, в частности председатель Объединённого комитета начальников штабов Колин Пауэлл и председатель постоянного комитета Сената по вооружённым силам Сэм Нанн. Определение «Не спрашивай, не говори» было придумано военным социологом Чарльзом Москосом.
В результате был принят новый закон, в соответствии с которым по «Руководящим принципам Пентагона по отношению к гомосексуалам на военной службе» гомосексуальность не являлась препятствием для несения службы до тех пор, пока гомосексуалы не раскрывали свою ориентацию. В противном случае они подвергались увольнению.
В июле 2006 года Министерство обороны США официально признало, что гомосексуальность не является психическим расстройством. Тем не менее открытым гомосексуалам и другим представителям ЛГБТ по-прежнему было запрещено служить в армии, так как, по мнению военных, их присутствие могло нарушить дисциплину в войсках.
К 2010 году согласно закону «Не спрашивай, не говори» было уволено 12 500 гомосексуалов.
22 декабря 2010 года президент США Барак Обама подписал указ об отмене закона.
20 сентября 2011 года в США впервые вступил в силу закон, разрешающий гомосексуалам, которые не скрывают свою сексуальную ориентацию, служить в армии.

## Финансовые последствия
Военное ведомство США несло финансовые потери в связи с тем, что приходилось заменять увольняемых специалистов-гомосексуалов. В 2005 году Департамент подотчётности администрации США (Government Accountability Office) сообщил, что в результате применения данной политики общая сумма потерь Пентагона с 1994 по 2003 годы составила 190,5 миллионов долларов. В 2006 году комиссия Калифорнийского университета представила доклад, в котором называлась сумма в 363,8 миллиона долларов.

## Оценки кадровых потерь
В ноябре 2006 года некоммерческая организация Servicemembers Legal Defense Network, выступавшая за отмену данного положения, выпустила календарь на 2007 год с изображениями 12 военнослужащих геев и лесбиянок. Как отмечает глава организации, ЛГБТ-сообщество вносит достойный вклад в дело национальной обороны, в то время как из армии ежедневно увольняют 2 представителей сексуальных меньшинств. По его словам, в американской армии служило около 1 миллиона геев.

## Отмена закона

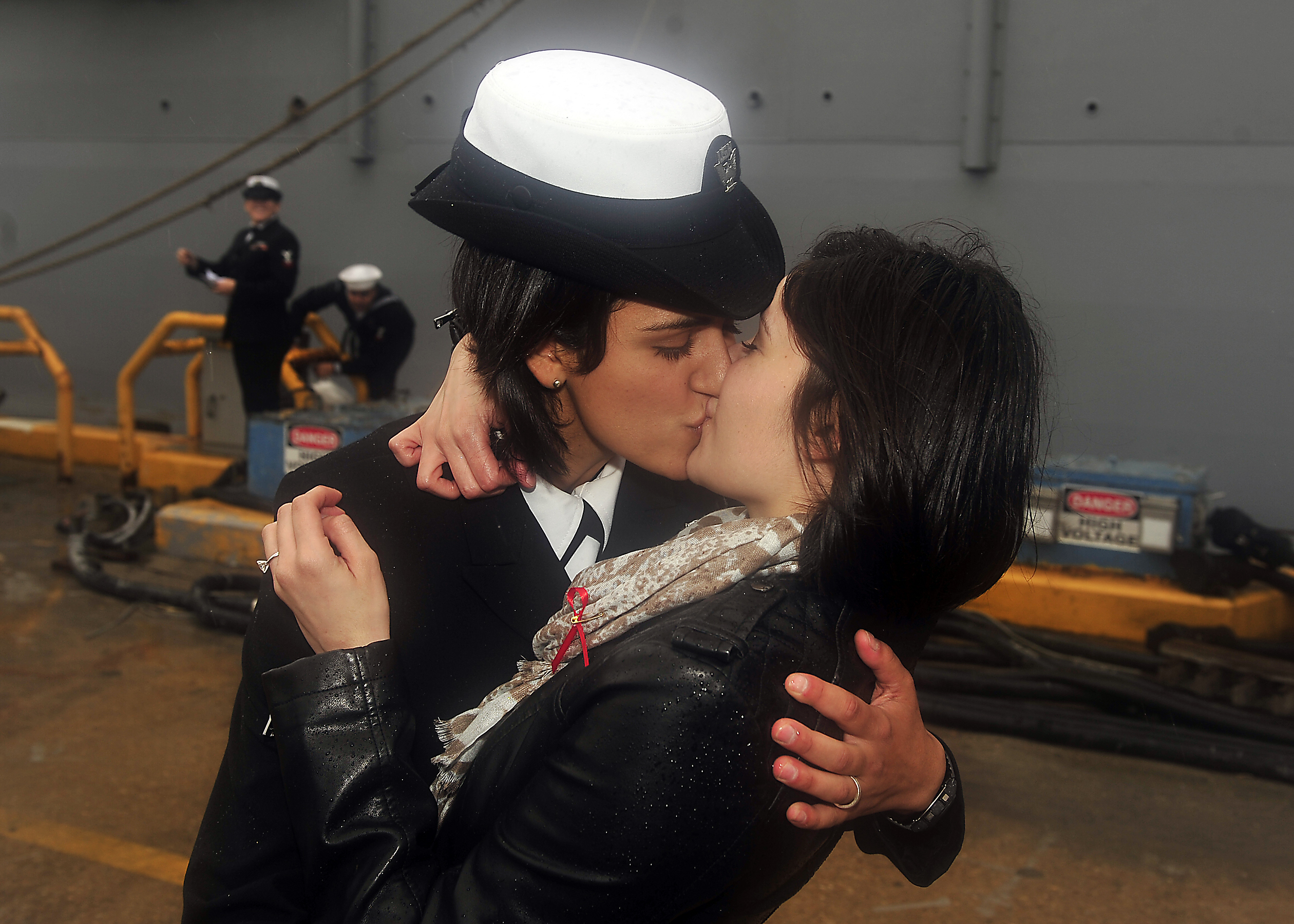
Традиционный первый поцелуй двух вступивших в брак женщин-военнослужащих — старшины второго класса Мариссы Гаета (Marissa Gaeta) и старшины третьего класса Цитлалик Снелл (Citlalic Snell) — на корабле Соединённых Штатов «Оук Хилл» (LSD-51), 23 декабря 2011

В январе 2007 года газета The New York Times опубликовала статью генерала в отставке Джона Шаликашвили, являвшегося с 1993 по 1997 гг. председателем Объединённого комитета начальников штабов и поддерживавшего в те времена введение политики «Не спрашивай, не говори». В статье генерал выразил сомнение насчёт дальнейшей целесообразности продолжения данной политики, а также обнародовал свои наблюдения и выводы о качестве службы представителей сексуальных меньшинств в армии: 3/4 из 500 опрошенных военнослужащих, проходивших службу в Ираке и Афганистане, не испытывали дискомфорта при общении с сослуживцами-геями и лесбиянками. По мнению Шаликашвили, следует поощрять желание людей любой ориентации служить в армии, так как американские вооружённые силы испытывают кризис в связи с ситуацией на Ближнем Востоке.
Многие государственные деятели высказывались за отмену этой политики, а президент Барак Обама включил обещание отмены закона в свою предвыборную программу.
В 2010 году изначальный вариант законопроекта об отмене политики был принят Палатой представителей, однако 21 сентября заблокирован в Сенате (где демократам не хватило голосов) под предлогом необходимости получить от Пентагона отчёт по последствиям отмены.
Параллельно в судах США начало слушаться дело Log Cabin Republicans v. United States. 9 сентября федеральный суд постановил, что закон является антиконституционным, а 12 октября принял решение о приостановке действия данного закона. Пентагон издал директиву о начале приёма на службу открытых гомосексуалов. 20 октября вышестоящий суд отменил приостановку действия закона до вердикта по поданной правительством США апелляции.
В конце осени Пентагон обнародовал свой доклад, согласно которому 70 % военнослужащих не возражали против отмены закона. Министр обороны Роберт Гейтс и глава Объединённого комитета начальников штабов США Майк Маллен поддержали отмену закона.
Однако 9 декабря, после промежуточных выборов, которые выиграли республиканцы, Сенат вновь отклонил законопроект, поданный вместе с военным бюджетом. В ходе проведённых дальнейших переговоров демократам удалось получить поддержку ряда республиканцев, и 18 декабря Сенат одобрил переработанный законопроект об отмене 65 голосами против 31. 22 декабря указ в торжественной обстановке подписал президент США Барак Обама. Закон вступил в силу после трёх месяцев «переходного периода».